# 400 meter häck för herrar i friidrott vid olympiska sommarspelen 2004
400 meter häck herrar vid Olympiska sommarspelen 2004 genomfördes vid Atens olympiska stadion mellan 23 och 26 augusti.

## Medaljörer
| Gren           | Guld                                  | Guld  | Silver                  | Silver | Brons                 | Brons |
| 400 meter häck | Felix Sánchez Dominikanska republiken | 47,63 | Danny McFarlane Jamaica | 48,11  | Naman Keïta Frankrike | 48,26 |

## Resultat
Från de fem försöksheaten gick de fyra främsta i varje heat samt de fyra bästa tiderna därutöver vidare till semifinalerna.

Från de tre semifinalerna gick de två främsta från varje heat samt de två bästa tiderna därutöver till finalen.
Alla tider visas i sekunder.

- Q innebär avancemang utifrån placering i heatet.
- q innebär avancemang utifrån total placering.
- DNS innebär att personen inte startade.
- DNF innebär att personen inte fullföljde.
- DQ innebär diskvalificering.
- NR innebär nationellt rekord.
- OR innebär olympiskt rekord.
- WR innebär världsrekord.
- WJR innebär världsrekord för juniorer
- AR innebär världsdelsrekord (area record)
- PB innebär personligt rekord.
- SB innebär säsongsbästa.

### Omgång 1
| Heat | Idrottare               | Nation                  | Tid   |    | Placering |   |
| ---- | ----------------------- | ----------------------- | ----- | -- | --------- | - |
| 1    | Angelo Taylor           | USA                     | 48,79 |    | 9         | Q |
| 1    | Jiří Mužík              | Tjeckien                | 48.85 | SB | 12        | Q |
| 1    | Christopher Rawlinson   | Storbritannien          | 48.94 |    | 14        | Q |
| 1    | Boris Gorban            | Ryssland                | 49.25 |    | 18        | Q |
| 1    | Jevgenij Melesjenko     | Kazakstan               | 49.43 |    | 22        | q |
| 1    | Ken Yoshizawa           | Japan                   | 50.95 |    | 29        |   |
| 1    | Kurt Couto              | Moçambique              | 51.18 | NR | 31        |   |
| 2    | Danny McFarlane         | Jamaica                 | 48.53 | SB | 2         | Q |
| 2    | Bennie Brazell          | USA                     | 48.57 |    | 3         | Q |
| 2    | Marek Plawgo            | Polen                   | 48.67 | SB | 6         | Q |
| 2    | Llewellyn Herbert       | Sydafrika               | 48.70 |    | 8         | Q |
| 2    | Štěpán Tesařík          | Tjeckien                | 49.44 |    | 23        | q |
| 2    | Alaa Motar              | Irak                    | 51.97 |    | 33        |   |
| 2    | Yacnier Luis            | Kuba                    | DSQ   |    | —         |   |
| 3    | James Carter            | USA                     | 48.64 |    | 4         | Q |
| 3    | Periklís Iakovákis      | Grekland                | 48.69 | SB | 7         | Q |
| 3    | Dai Tamesue             | Japan                   | 48.80 |    | 10        | Q |
| 3    | Eduardo Ivan Rodriguez  | Spanien                 | 49.25 |    | 19        | Q |
| 3    | Bayano Kamani           | Panama                  | 49.37 |    | 20        | q |
| 3    | Ibrahima Maiga          | Mali                    | 50.63 |    | 28        |   |
| 3    | Michael Aguillar        | Belize                  | 51.21 |    | 32        |   |
| 4    | Felix Sánchez           | Dominikanska republiken | 48,51 |    | 1         | Q |
| 4    | Alwyn Myburgh           | Sydafrika               | 48.84 |    | 11        | Q |
| 4    | Michail Lipskij         | Ryssland                | 49.00 |    | 15        | Q |
| 4    | Hadi Soua'an Al-Somaily | Saudiarabien            | 49.15 | SB | 17        | Q |
| 4    | Dean Griffiths          | Jamaica                 | 49.41 |    | 21        | q |
| 4    | Cédric El-Idrissi       | Schweiz                 | 49.44 |    | 24        |   |
| 4    | Mowen Boino             | Papua Nya Guinea        | 50.97 | NR | 30        |   |
| 5    | Kemel Thompson          | Jamaica                 | 48.66 | SB | 5         | Q |
| 5    | Naman Keïta             | Frankrike               | 48.88 |    | 13        | Q |
| 5    | Ockert Cilliers         | Sydafrika               | 49.12 |    | 16        | Q |
| 5    | Edivaldo Monteiro       | Portugal                | 49.53 |    | 25        | Q |
| 5    | Ibrahim Al-Hamaidi      | Saudiarabien            | 49.64 |    | 26        |   |
| 5    | Matthew Douglas         | Storbritannien          | 49.77 |    | 27        |   |
| 5    | Ibrahim Tondi           | Niger                   | 52.62 |    | 34        |   |

### Semifinaler
| Heat | Idrottare               | Nation                  | Tid   |    | Placering |   |
| ---- | ----------------------- | ----------------------- | ----- | -- | --------- | - |
| 1    | Felix Sánchez           | Dominikanska republiken | 47,93 |    | 1         | Q |
| 1    | Marek Plawgo            | Polen                   | 48.16 | NR | 3         | Q |
| 1    | Alwyn Myburgh           | Sydafrika               | 48.21 | SB | 6         | q |
| 1    | Angelo Taylor           | USA                     | 48.72 |    | 13        |   |
| 1    | Hadi Soua'an Al-Somaily | Saudiarabien            | 48.98 | SB | 15        |   |
| 1    | Michail Lipskij         | Ryssland                | 49.10 |    | 17        |   |
| 1    | Edivaldo Monteiro       | Portugal                | 49.26 |    | 18        |   |
| 1    | Dean Griffiths          | Jamaica                 | 49.51 |    | 21        |   |
| 2    | Danny McFarlane         | Jamaica                 | 48,00 | PB | 2         | Q |
| 2    | Bennie Brazell          | USA                     | 48.19 |    | 5         | Q |
| 2    | Dai Tamesue             | Japan                   | 48.46 | SB | 10        |   |
| 2    | Periklís Iakovákis      | Grekland                | 48.47 | SB | 11        |   |
| 2    | Llewellyn Herbert       | Sydafrika               | 48.57 |    | 12        |   |
| 2    | Eduardo Ivan Rodriguez  | Spanien                 | 49.77 |    | 22        |   |
| 2    | Štěpán Tesařík          | Tjeckien                | 49.87 |    | 23        |   |
| 2    | Christopher Rawlinson   | Storbritannien          | 50.89 |    | 24        |   |
| 3    | James Carter            | USA                     | 48,18 |    | 4         | Q |
| 3    | Bayano Kamani           | Panama                  | 48.23 | NR | 7         | Q |
| 3    | Naman Keïta             | Frankrike               | 48.24 |    | 8         | q |
| 3    | Kemel Thompson          | Jamaica                 | 48.25 | SB | 9         |   |
| 3    | Jiří Mužík              | Tjeckien                | 48.88 |    | 14        |   |
| 3    | Ockert Cilliers         | Sydafrika               | 49.01 |    | 16        |   |
| 3    | Boris Gorban            | Ryssland                | 49.46 |    | 19        |   |
| 3    | Jevgenij Melesjenko     | Kazakstan               | 49.48 |    | 20        |   |

### Final
Finalen hölls den 26 augusti.
| Placering | Idrottare             | Tid   |    |
| --------- | --------------------- | ----- | -- |
|           | Felix Sánchez (DOM)   | 47,63 | SB |
|           | Danny McFarlane (JAM) | 48,11 |    |
|           | Naman Keïta (FRA)     | 48,26 |    |
| 4         | James Carter (USA)    | 48,58 |    |
| 5         | Bayano Kamani (PAN)   | 48,74 |    |
| 6         | Marek Plawgo (POL)    | 49,00 |    |
| 7         | Alwyn Myburgh (RSA)   | 49,07 |    |
| 8         | Bennie Brazell (USA)  | 49.51 |    |

## Rekord

### Världsrekord
- Kevin Young, USA - 46,78 - 6 augusti 1992 - Barcelona, Spanien

### Olympiskt rekord
- Kevin Young, USA - 46,78 - 6 augusti 1992 - Barcelona, Spanien

## Tidigare vinnare

### OS
- 1896 i Aten: Ingen tävling
- 1900 i Paris: John Walter Tewksbury, USA – 57,6
- 1904 i S:t Louis: Harry Hillman, USA – 53,0
- 1906 i Aten: Ingen tävling
- 1908 i London: Charles Bacon, USA – 55,0
- 1912 i Stockholm: Ingen tävling
- 1920 i Antwerpen: Frank Loomis, USA – 54,0
- 1924 i Paris: Morgan Taylor, USA – 52,6
- 1928 i Amsterdam: David Burghley, Storbritannien, 53,4
- 1932 i Los Angeles: Robert Tisdall, Irland – 51,7
- 1936 i Berlin: Glenn Hardin, USA – 52,4
- 1948 i London: Leroy Cochran, USA – 51,1
- 1952 i Helsingfors: Charles Moore, USA – 50,8
- 1956 i Melbourne: Glenn Davis, USA – 50,1
- 1960 i Rom: Glenn Davis, USA – 49,3
- 1964 i Tokyo: Rex Cawley, USA – 49,6
- 1968 i Mexico City: David Hemery, Storbritannien – 48,12
- 1972 i München: John Akii-Bua, Uganda – 47,82
- 1976 i Montréal: Edwin Moses, USA – 47,63
- 1980 i Moskva: Volker Beck, DDR – 48,70
- 1984 i Los Angeles: Edwin Moses, USA – 47,75
- 1988 i Seoul: Andre Phillips, USA – 47,19
- 1992 i Barcelona: Kevin Young, USA – 46,78
- 1996 i Atlanta: Derrick Adkins, USA – 47,54
- 2000 i Sydney: Angelo Taylor, USA – 47,50

### VM
- 1983 i Helsingfors: Edwin Moses, USA – 47,50
- 1987 i Rom: Edwin Moses, USA – 47,46
- 1991 i Tokyo: Samuel Matete, Zambia – 47,64
- 1993 i Stuttgart: Kevin Young, USA – 47,18
- 1995 i Göteborg: Derrick Adkins, USA – 47,98
- 1997 i Aten: Stephane Diagana, Frankrike – 47,70
- 1999 i Sevilla: Fabrizio Mori, Italien – 47,22
- 2001 i Edmonton: Felix Sanchez, Dominikanska republiken – 47,49
- 2003 i Paris: Felix Sanchez, Dominikanska republiken – 47,25